# Euthalia lioneli
Euthalia lioneli är en fjärilsart som beskrevs av Hans Fruhstorfer 1905. Euthalia lioneli ingår i släktet Euthalia och familjen praktfjärilar. Inga underarter finns listade i Catalogue of Life.